# Visszatérés (Így jártam anyátokkal)
A Visszatérés az Így jártam anyátokkal című televízió-sorozat kilencedik évadjának második epizódja. Eredetileg 2013. szeptember 23-án én vetítették, az Egyesült Államokban, míg Magyarországon 2014. március 24-én.
Ebben az epizódban James bejelenti, hogy elválik Tomtól, és Robin aggódik, hogy ez hogyan érinti Barneyt. Marshall versenyt fut az idővel, hogy odaérjen az esküvőre, Ted pedig azon kesereg, hogy egyedül kell laknia egy romantikus hotelben.

## Cselekmény
Péntek dél van, 54 órával járunk az esküvő előtt. Ted és Lily bejelentkeznek a hotelbe. Amikor Curtis, a recepciós megtudja, hogy Ted egyedül érkezett, váratlanul átcsap a hangneme együttérzőbe és sajnálkozóba. Azt javasolja, hogy szálljon meg inkább egy motelben, mint a romantikus fogadóban, de Ted visszautasítja. Erre Curtis csak annyi mond, hogy még várniuk kell, amíg a szobáikat előkészítik. Lily hívást kap Marshalltól, amiben elmondja, hogy lekéste a repülőt, és előfordulhat, hogy nem ér oda időben az esküvőre. Lily emiatt aggódni kezd, és odamegy a bárban Linushöz, a pultoshoz, és némi pénzért cserébe azt mondja neki, hogy a hétvége hátralévő részében ahányszor azt látja, hogy üres a pohara, mindig hozzon neki újat.
Marshall felhívja Barneyt is, aki azt tanácsolja neki, hogy ha idejében ide akar érni, akkor ne legyen annyira kedves és nyájas, hanem legyen törtető. Marshall nem akar bunkó lenni, és ekkor ráadásul azt is meghallja, hogy egy vihar miatt lezárták a repteret és senki nem utazik repülőgépen New Yorkba. Marshall azt akarja javasolni Daphne-nak, hogy béreljenek közösen egy kocsit, hiszen egyfelé tartanak, de a nő beelőzi. A kocsikölcsönzőnél is jóval előrébb tart a sorban nála, ezért Marshall csodáért imádkozik, aki meg is jelenik Herm, egy öregúr személyében. Nagy meglepetésre nem az történik, hogy csigalassú lesz a kiszolgálás, hanem villámgyorsan kap mindenki egy-egy autót, és Marshallé lesz az utolsó. Elfogadja azt, annak ellenére, hogy egy borzasztó környezetszennyező járgányról van szó. Sajnos gyerekülést már nem tudnak adni, ezért Daphne ajánlkozik, hogy ő majd kibérli a kocsit, aztán elmegy és hoz egyet. Marshall beleegyezik, de amikor már nagyon sokáig kell várnia rá, azt gondolja, hogy átverték. Daphne mégis megjelenik és azt mondja, hogy utazhatnak hárman, de cserébe ő választja a kocsiban a zenét, és Marshall fizeti a benzint.
A fogadóban a többiek és James egy asztalnál ülnek. Barney megemlíti a "Stinson átkot", ami egy kitalált történet arról, hogy 1807-ben őseiket megátkozta egy cigányasszony, akit elgázoltak: mindig legyenek egyre kanosabbak és sose állapodjanak meg. Állítása szerint az elmúlt 200 évben a család minden férfi tagján fogott az átok, kivéve James-en, aki megházasodott és megtörte azt. Így Barney kimegy telefonálni, James felfedi a többiek előtt, hogy el fog válni Tomtól, mert megcsalta őt. Robin arra kéri őt, hogy ne mondja ezt meg Barneynak, mert ő pont az ő házasságuk miatt hitt a szerelemben, és ha ezt megtudná, kiborulna. A részeg Lily azonban véletlenül elszólja magát, mire Barney elszalad. Robin utánamegy, mert azt hiszi, hogy a legközelebbi sztriptízbárba tart, ahogy mindig tenné. Ehelyett James szobájának a kulcsát kéri el: ugyanis a szobába egy kis meglepetést szervezett Jamesnek és Tomnak, rózsaszirmok az ágyon, molinók, és kettejük életnagyságú torta-mása. Barney szerint tényleg megviseli őt a hír, de mivel Robin mellette van, így még mindig hisz az igaz szerelemben.
Közben Ted és James beszélgetnek. James szerint egészen más egy esküvő hangulata úgy, hogy az ember a másik oldalát is megtapasztalja a válással, és rossz passzban van. Ted úgyszintén, főként, hogy megérkezik Curtis, aki még mindig az együttérzését bizonygatja. Amikor James indulni készül, Ted azt mondja neki, hogy egyikük se adja fel a reményt. Előreugrunk az időben pontosan egy évet, amikor is az Anya és Ted ott ülnek, csak egy asztallal arrébb, ahol most Ted. Ted elmondja az Anyának, hogy akkor, amikor ott ült egyedül, tett egy fogadalmat, hogy vissza fog vele térni ide. Az Anya rámutat, hogy akkor még nem is ismerték egymást, mire Ted azt mondja, hogy valóban, de tudta, hogy meg fogják egymást ismerni.
A zárójelenetben végre elkészül Ted szobája, ahová azonban James és Tom ajándékcuccait pakolták be, a tortával együtt. Ted úgy dönt, inkább lemegy a bárba inni egyet.

## Kontinuitás
- Lily érdeklődése Marshall vádlija iránt először a "Villásreggeli" című részben jelent meg.
- Robin azt mondja Barneynak, hogy fogja be a fülét, amíg James-szel beszél, mert a menyasszony kéri. Ez a szófordulat a "Valami kölcsönvett" című epizódban jelent meg.
- Amíg Marshall Daphne-ra vár, meg lehet figyelni, hogy mellette van egy hatos pakk sör. Ez visszautal Marshall és Lily régi szokására, ami a "Háromnapos havazás" című epizódban szerepelt, hogy mindenhonnan hoznak haza sört, ahol csak jártak.

## Jövőbeli visszautalások
- Ted ebben az epizódban látta Lilyt rágózni, amely alapján a "Margaréta" című részben azt feltételezi, hogy dohányzott a vonaton.
- Lily "Kennedy csomagja" és a "Köszönöm, Linus" egy visszatérő geg marad az évad hátralévő részében. Az Anya is hasonlóképpen cselekszik a "Basszgitáros kerestetik" című részben.
- Ted végül "A világítótorony" című epizódban jut el a világítótoronyba.
- Marshall "A bemutatkozó vacsora" című epizódra kellene, hogy megérkezzen, de a buszuk meghibásodása miatt csak az "Álomba ringató esti mesék" című részre ér oda.
- Az "Anyu és apu" című részből derül ki, hogy amit Daphne a lányáról mondott, az igaz.
- James válása "A pókerparti" című epizód témája.
- Barney a "Napfelkelte" című részben talál végül egy sztriptízbárt.
- A "Margaréta" című részből kiderül, hogy Lily csak alkoholmentes koktélokat ivott egész hétvégén.

## Érdekességek
- Lily ugyan részegnek tűnik, amikor elmondja Barneynak az igazat Jamesékről, valójában nem az. Így a sorozat történetében ez a leggyorsabb idő, ami alatt kikotyog egy titkot.
- Ez az első epizód a sorozat történetében, amelyben egyetlen jelenet sem játszódik sem a bárban, sem a lakásban.
- Ez az első epizód, amelyben Ted és az Anya együtt láthatóak.
- A torták bemutatásakor a háttérben a "Bum-bum-bugidi-bum" dal szól, Barry Manilow előadásában.

## Zene
- Billy Joel – Souvenir

## Vendégszereplők
- Wayne Brady – James Stinson
- Sherri Shepherd – Daphne
- Roger Bart – Curtis
- Robert Belushi – Linus
- John C. Moskoff – Herm
- Irene Roseen – cigányasszony

## Fordítás
- Ez a szócikk részben vagy egészben  a   Coming Back (How I Met Your Mother) című angol Wikipédia-szócikk ezen változatának fordításán alapul.  Az eredeti cikk szerkesztőit annak laptörténete sorolja fel. Ez a jelzés csupán a megfogalmazás eredetét és a szerzői jogokat jelzi, nem szolgál a cikkben szereplő információk forrásmegjelöléseként.